# 台北帝国大学
台北帝国大学（たいほくていこくだいがく、旧字体: 臺北帝󠄁國大學、繁体字中国語: 臺北帝國大學）は、台北州台北市に本部を置いていた日本の帝国大学。略称は台大（たいだい、繁体字中国語: 臺大）。
日本統治時代の1928年（昭和3年）3月16日に7番目の帝国大学として設立された。内地の帝国大学が文部省の管轄であったのに対し、台北帝国大学は台湾総督府の管轄だった。当初は文政学部と理農学部の二学部が設置され、1928年4月に開講した。
1933年には明石元二郎（台湾軍司令官）による教育改革が行われ、台湾人入学の門戸が広げられた。1941年（昭和16年）には予科（豫科）も設立された。1945年（昭和20年）度時点では、文政学部、理学部、農学部、医学部、工学部で構成されていた。1945年11月15日に、中華民国が接収し、国立台湾大学に改称。

## 沿革
大学設立の準備段階では当初「台湾大学」との名称が用いられ、その後、「台湾帝国大学」が用いられたが、「台湾帝国大学」では台湾帝国の大学との誤解が生じるとの理由から1927年に「台北帝国大学」に名称が決まった。
- 1928年3月16日 - 勅令第30号（臺北帝國大學ニ關スル件）により設立。文政学部、理農学部の2学部と附属図書館設置。
  - 文政学部に哲学科、史学科、文学科、政学科の4学科、理農学部に生物学科、化学科、農学科、農芸化学科を設置。
  - 文政学部は国語学・国文学／東洋史学／哲学・哲学史／心理学／土俗学・人種学／憲法／行政法、理農学部は植物学／動物学／地質学／化学／生物化学／植物病理学の各講座より構成（勅令第33号）。
- 1928年4月1日 - 文政学部及び理農学部開講。理農学部に附属植物園、農場（中国語版）、演習林（中国語版）を設置。台北高等農林学校を統合し、附属農林専門部を設置。
  - 文政学部に東洋倫理学・西洋倫理学／西洋文学／経済学／民法・民事訴訟法／刑法・刑事訴訟法、理農学部に気象学／農芸化学第一（土壤肥料学）／応用菌学／昆虫学・養蚕学の各講座を増設し、文政学部12講座、理農学部10講座で開講（勅令第49号）。
- 1928年12月26日 - 1929年度における開講講座拡充準備のため、文政学部4講座、理農学部9講座を増設（勅令第287号）。
  - 文政学部に南洋史学／東洋哲学／教育学・教育史／政治学・政治史、理農学部に植物学第二／数学／物理学／化学第二／農学・熱帯農学第一（農業経済学）／農学・熱帯農学第二（園芸学）／農芸化学第二（農産利用学）／農産製造学・製糖化学／農業工学の各講座を増設。
- 1929年4月10日 - 文政学部4講座、理農学部1講座を増設し、各学部を20講座に拡充（勅令第60号）。
  - 文政学部に東洋文学／国史学／法律哲学／経済学第二、理農学部に動物学第二の各講座を増設。
- 1930年2月26日 - 1930年度における開講講座拡充準備のため、文政学部4講座、理農学部4講座を増設し、各学部を24講座に拡充（勅令第32号）。
  - 文政学部に国語学・国文学第二／言語学／西洋史学・史学・地理学／民法・民事訴訟法第二、理農学部に農学・熱帯農学第三（作物学）／農学・熱帯農学第四（育種学）／農芸化学第三（営養化学）／畜産学の各講座を増設。
- 1931年 - 学位令による学位授与が制度化。
- 1936年1月1日 - 医学部を設置。
  - 医学部は解剖学第一／解剖学第二／生理学第一／生理学第二／生化学／病理学第一／細菌学の各講座により構成。
- 1936年3月31日 - 医学部開講。台北医学専門学校を統合し、附属医学専門部を設置。
- 1937年1月1日 - 医学部に5講座を増設し、計12講座に拡充。
  - 病理学第二／寄生虫学／薬理学／法医学／内科学の各講座を増設。
- 1937年8月7日 - 文政学部1講座、理農学部2講座を増設し、文政学部25講座、理農学部26講座に拡充（勅令第409号）。
  - 文政学部に商法、理農学部に地質学第二／化学第三の各講座を増設。
- 1938年1月11日 - 医学部に臨床系の8講座を増設し、計20講座に拡充。
  - 内科学第二／外科学第一／外科学第二／産科学・婦人科学／小児科学／眼科学／皮膚科学・泌尿器科学／耳鼻咽喉科学の各講座を増設。
- 1938年4月1日 - 台湾総督府台北医院を統合し、医学部附属医院を設置。
- 1939年1月1日 - 医学部に4講座を増設し、計24講座で完成。
  - 衛生学／内科学第三／精神病学／歯科学の各講座を増設。
- 1939年4月27日 - 熱帯医学研究所（中国語版）を附置。
- 1940年3月30日 - 理農学部に醸造学講座を増設、農産製造学・製糖化学講座を製糖化学講座と改称し、理農学部を計27講座に拡充。
- 1941年4月4日 - 予科設置。理農学部に家畜衛生学講座を増設し、計28講座に拡充。
- 1942年3月5日 - 医学専門部の臨床講義室、解剖室、講義室竣工（台北市泉町（中国語版））[3]。
- 1942年5月21日 - 予科が七星郡士林街の仮校舎に移転[4]。
- 1943年1月1日 - 工学部設置。
- 1943年3月13日 - 南方人文研究所（勅令第124号）・南方資源科学研究所（勅令第125号）を附置。
- 1943年4月1日 - 理農学部を理学部・農学部に分離（勅令第298号）。附属農林専門部が台中高等農林学校(現在国立中興大学)として分離独立。
  - 理学部に植物学第三、農学部に畜産学・熱帯畜産学第二／家畜病理学の各講座を増設し、理学部12講座、農学部19講座とする。
- 1943年7月1日 - 工学部開講。
  - 工学部は機械工学第一（機械設計法、機械学、機械力学）～第二（蒸汽原動機）／電気工学第一（電気理論）、第二（電気通信）、第三（電気機械）／応用化学第一（酸鹸工業、塩類、肥料及瓦斯等）、第二（珪酸、塩、工業化学（水泥及玻璃））、第三（工業電気化学）、第四（炭水化学及発酵）／土木工学第一（混凝土工学）、第二（橋梁）、第三（上水及下水）／材料強弱学／工業物理学／応用数学・力学／工業分析学の計16講座により構成。
- 1944年4月4日 - 理学部に1講座、農学部に2講座を増設し、理学部13講座、農学部21講座に拡充（勅令第229号）。
  - 理学部に化学第四、農学部に農学・熱帯農学第五（工芸作物学）／家畜内科学の各講座を増設。
- 1944年7月1日 - 工学部に10講座を増設し、計26講座に拡充。
  - 工学部に機械工学第三（内燃機関）、第四（水力学及水力機械）、第五（機械工作法）／電気工学第四（電力及応用）～第五（電気測定法）／応用化学第五（石油及燃料）／土木工学第四（河川及港湾）～第五（鉄道及道路）／金属材料学／工業地質学の各講座を増設。工業分析学講座を工業分析化学講座に改称。
- 1945年4月10日 - 農学部に1講座、工学部に5講座を増設し、農学部22講座、工学部31講座に拡充。
  - 農学部に家畜外科学、工学に機械工学第六（冷凍機冷藏法及冷房化学機械）／電気工学第六（高周波電気工学）／応用化学第六（脂肪油、芳香油、合成化学工業）／土木工学第六（構造力学）／建築学の各講座を増設。
- 1945年5月31日 - 台北大空襲で附属医院が被災。
- 1945年11月15日 - 中華民国政府が接収。国立台湾大学に改称される。
- 1952年4月28日 - サンフランシスコ講和条約により官制上も廃止。

## 基礎データ

### 所在地
- 台北州台北市富田町（本部、文政学部、理学部、農学部、工学部）
- 台北州台北市東門町（医学部、医学専門部）
- 台北州台北市泉町（中国語版）（医学専門部の一部）
- 台北州台北市明石町1丁目（医学部附属医院）
- 台北州七星郡士林街（予科）

### 大学歌
- 学歌（作詞：松谷哲夫、作曲：伊東謙）[5]
- 予科創業歌（作詞：岩村光介、作曲：伊東謙）[6]

### 予科校章
- 胡蝶蘭の3つの蕾と3つの葉を組み合わせたデザイン[7]。

### 予科制帽
- 予科の学生帽の白線は3条だった[8]。

### 交通アクセス
- 富田町の校地は駅前広場から富田町行きのバスに乗り、帝大正門前で降りてすぐ[9]。

## 組織
昭和20年度時点における組織は以下の通りであった。
本部
- 庶務課
- 会計課
- 学生課
- 附属図書館

文政学部
- 哲学科
- 史学科
- 文学科
- 政学科

理学部
- 化学科
- 動物学科
- 植物学科
- 地質学科
- 附属植物園

農学部
- 農学科
- 農業経済学科
- 農業土木学科
- 農芸化学科
- 獣医学専攻
- 附属農場（中国語版）
- 附属演習林（中国語版）

医学部
- 附属医院

工学部
- 機械工学科
- 電気工学科
- 応用化学科
- 土木工学科

予科
- 文科
- 理科理農類
- 理科医類
- 理科工類

附属医学専門部
熱帯医学研究所
- 熱帯病学科
- 熱帯衛生学科
- 細菌血清学科
- 化学科
- 厚生医学科
- 庶務課
- 士林支所
- 台中支所
- 台南支所

南方人文研究所
- 第一部（政治及び法制に関する調査及び研究、財政及び経済に関する調査及び研究）
- 第二部（文化に関する調査及び研究、民族に関する調査及び研究）
- 庶務係

南方資源科学研究所
- 第一部（農作物及び家畜の改良、増産及び新品種の育成に関する農学的研究及び調査）
- 第二部（農林資源に関する加工及び製造に関する農芸科学的研究及び調査）
- 第三部（天然資源に関する理化学的研究及び調査、天然資源に関する地質学的及び鉱物学的研究及び調査）
- 実験所（現地に於ける資源に関する実験及び調査）
- 庶務係

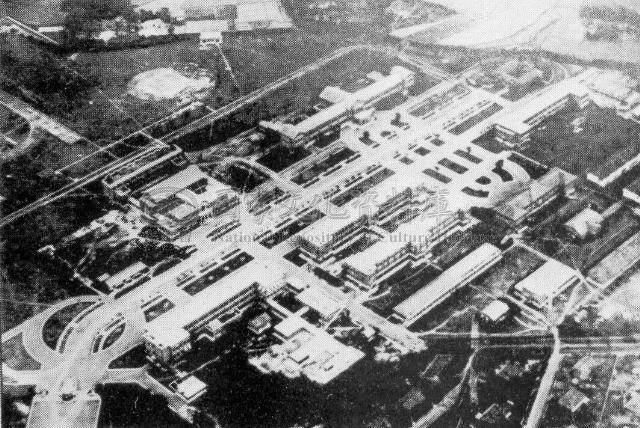
航空写真
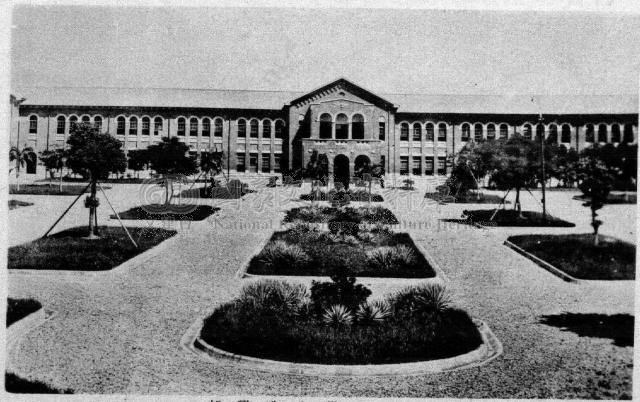
文政学部
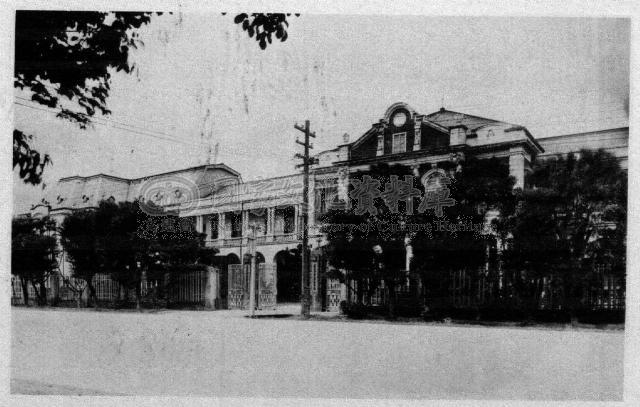
医学部
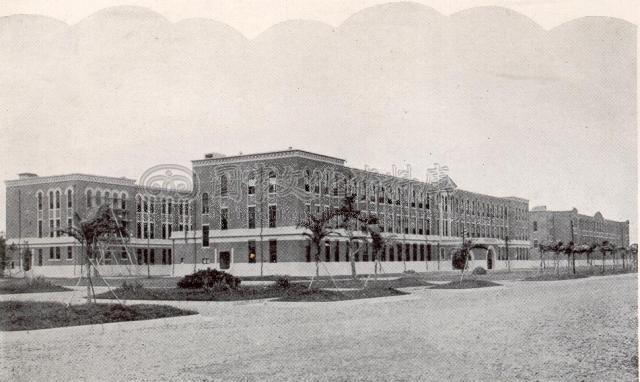
理農学部

## 歴代総長
1. 幣原坦（1928年3月-1937年9月）
2. 三田定則（1937年9月-1941年4月）
3. 安藤正次（1941年4月-1945年5月）
4. 安藤一雄（中国語版）（1945年5月-1945年8月?）

## 学友会
学友会は学部および附属専門部を包括する親睦団体で、1938年の時点で以下の15部があった。
| - 剣道部 - 柔道部 - 相撲部 | - 弓道部 - 野球部 - 卓球部 | - ア式蹴球部 - ラ式蹴球部 - ホッケー部 | - 籠球部 - 陸上競技部 - 水泳部 | - 乗馬部 - 山岳部 - 音楽部 |

## 出身者
卒業生の就職先は台湾本島や南洋方面が多かった。また、総督府をはじめ台湾の各官庁に就職する際には優先権があった。
- 青木茂 - 豊橋市長
- 尾崎秀樹（医学専門部中退） - 文芸評論家
- 辜振甫 - 実業家・政治家
- 山根敏子 - 女性初外交官

## 現存施設
- 国立台湾大学校門（中国語版） - 旧台北帝大校門
- 台大文学院院館 - 旧文政学部本館
- 台大行政大楼（中国語版） - 旧台北高等農林学校校舎
- 台大校史館（中国語版） - 旧附属図書館
- 台大病院西址 - 旧台北帝大附属医院
- 昆虫標本館（中国語版） - 1936年竣工
- 磯永吉小屋（中国語版） - 旧台北高等農林学校作業室
- 機械工程館（中国語版） - 旧工学部校舎
- 人類学博物館（中国語版） - 旧文政学部土俗人種学講座標本室
- 物理文物庁（中国語版） - 旧理農学部理化学教室校舎
- 植物標本館（中国語版）
- 医学人文博物館（中国語版） - 旧医学部校舎
- 台大日式宿舎群 - 旧台北帝大の教職員宿舎がいくつか現存している。
  - 昭和町大学住宅（中国語版）
  - 千歲町官舎群（中国語版）
  - 錦町日式宿舎群（中国語版）

## 関連書籍
- 欧文社編輯部 『全国上級学校大観』 欧文社、1938年
- 台北帝国大学 『台北帝国大学一覧 昭和十八年』 1944年
- 東寧会 『東寧会四十年 ─台北帝大医学部とその後─』 1978年
- 鍾清漢 『日本植民地下における台湾教育史』 多賀出版、1993年 ISBN 4811532015